# Shackleton (månekrater)
Shackleton-månekrater er et månekrater, som blev opkaldt efter antarktis-forskeren Ernest Shackleton (1874-1922) i 1994. Krateret ligger tæt på Månens sydpol og har en diameter på 20 km og en dybde på 3 km.
I 2009 opdagede rumsonden Lunar Reconnaissance Orbiter (LRO), at omkring 22% af krateret er dækket af is, og at det har en temperatur på -185°C. Rumsonden brugte moderne lasere til at undersøge højdeforskelle i krateret, og ud fra det fandt forskerne ud af, at krateret indeholder vand.
NASA har udtalt, at krateret måske skal bruges som en måneudpost i 2020, og at astronauter måske sendes derop i 2024.[kilde mangler]